# (166) Ródope
(166) Ródope es un asteroide que forma parte del cinturón de asteroides y fue descubierto por Christian Heinrich Friedrich Peters desde el observatorio Litchfield de Clinton, Estados Unidos, el 15 de agosto de 1876.
Está nombrado por Ródope, un personaje de la mitología griega.

## Características orbitales
Ródope orbita a una distancia media del Sol de 2,687 ua, pudiendo acercarse hasta 2,121 ua. Su excentricidad es 0,2108 y la inclinación orbital 12,03°. Emplea 1609 días en completar una órbita alrededor del Sol.